# قانون متلازمة داون 2022
قانون متلازمة داون 2022 (الفصل 18) هو قانون برلماني، يهدف إلى تحسين الوضع القانوني للأشخاص المصابين بمتلازمة داون. قُدِّم كمشروع قانون خاص برعاية النائب المحافظ ليام فوكس. أشاد النائب إيان بيزلي جونيور بهذا المشروع، واصفًا إياه بأنه رائد عالميًا في مجاله. عرضت البارونة هولينز مشروع القانون في مجلس اللوردات.

## الخلفية
يُقدَّر عدد الأشخاص المصابين بمتلازمة داون في المملكة المتحدة بنحو 40 ألف شخص.
يهدف مشروع القانون إلى الاعتراف بالأشخاص المصابين بمتلازمة داون كفئة أقلية محددة، مما يضمن تلبية احتياجاتهم الخاصة في مجال الرعاية الاجتماعية. ويُعتبر هذا التشريع الأول من نوعه عالميًا.

## الدعم
حظي القانون بدعم كل من مجموعة الإعاقة المحافظة ومجموعة سياسة متلازمة داون، إلى جانب دعم الممثل تومي جيسوب.
كما حظي بدعم مشترك في مجلس العموم من مجموعة متنوعة من الأحزاب، حيث أيده النواب بن ليك، وإيان بيزلي، وليزا كاميرون، ومارك لوجان، ونيك فليتشر، وليلى موران، ودارين جونز، وجيمس دالي، وفليك دروموند، وإليوت كولبورن.

## النقد
قال منتقدو مشروع القانون إنه اعتمد نهجًا طبيًا بدلاً من التركيز على الاحتياجات الفردية لتلبية متطلبات الأشخاص، مما قد يؤدي إلى تمييز الأشخاص الذين يعانون من إعاقات تعلم ناتجة عن حالات أخرى أو أولئك الذين ليس لديهم تشخيص محدد، لكن لديهم احتياجات مشابهة أو أكبر من احتياجات الأشخاص المصابين بمتلازمة داون. كما أُشير إلى قلة التشاور مع المنظمات المعنية مثل جمعية متلازمة داون، بالإضافة إلى نقص المعلومات المتاحة عن مجموعة سياسة متلازمة داون الوطنية التي تدعم القانون.

## اجتياز
في 26 نوفمبر 2021، جرت مناقشة مشروع القانون خلال القراءة الثانية. وفي 22 مارس 2022، أُقيم حفل في البرلمان للاحتفال بإعلان الحكومة دعمها لمشروع القانون.في 28 أبريل 2022، حصل القانون على الموافقة الملكية، مما يُعزز مكانته كتشريع رسمي يُعنى بحقوق الأشخاص المصابين بمتلازمة داون.

## الروابط الخارجية
- قانون متلازمة داون 2022 على موقع برلمان المملكة المتحدة